# Barbados op de Olympische Jeugdzomerspelen 2010
Barbados nam deel aan de Olympische Jeugdzomerspelen 2010 in Singapore, de eerste editie van de Olympische Jeugdspelen.

## Deelnemers en resultaten
(m) = mannen, (v) = vrouwen 

### Atletiek
| Olympiër              | Discipline       | Resultaat | Prestatie                                            |
| --------------------- | ---------------- | --------- | ---------------------------------------------------- |
| Shaquille Alleyne     | 400 m (m)        | 10e       | 1R serie 1: 1.48,68 (3e) B-finale: 48,35 (2e)        |
| Tramaine Maloney      | 400 m horden (m) | 8e        | 1R serie 3: 53,86 (3e) B-finale: 53,20 pr (2e)       |
| Anthonio Mascoll      | 1000 m (m)       | 10e       | kwalificatie serie 2: 2.25,43 (6e) A-finale: 2.37,14 |
|                       |                  |           |                                                      |
| Shavonne Husbands     | 200 m (v)        | 9e        | 1R serie 3: 25,08 (4e) B-finale: 24,58 pr (1e)       |
| Sade-Mariah Greenidge | 100 m horden (v) | 9e        | 1R serie 3: 14,02 pr (4e) B-finale: 13,83 pr (1e)    |

### Judo
| Olympiër                        | Discipline    | Resultaat | Prestatie                                                                                    |
| ------------------------------- | ------------- | --------- | -------------------------------------------------------------------------------------------- |
| Kadijah Maxwell                 | tot 78 kg (v) | 2e ronde  | 2R: verloor van GER Natalia Kubin 2R herkansing: verloor van GUA Melva Marina Tobar Calderon |
|                                 |               |           |                                                                                              |
| Kadijah Maxwell team Birmingham | gemengd team  | 1e ronde  | 1R: 2-5 team Cairo verloor van CRO Barbara Matic                                             |

### Paardensport
| Olympiër      | Discipline | Resultaat | Prestatie                    |
| ------------- | ---------- | --------- | ---------------------------- |
| Kelsey Bayley | springen   | 21e       | 16 strafpunten (A: 12, B: 4) |

### Tennis
| Olympiër                       | Discipline     | Resultaat               | Prestatie |
| ------------------------------ | -------------- | ----------------------- | --- |
| Darian King                    | enkelspel (m)  | winnaar verliezersronde | 1R: 0-2 COL Juan Sebastian Gomez (3-6, 2-6) verliezersronde 1R: 2-1 GER Peter Heller (4-6, 7-6 (6), 10-7) KF: 2-0 PHI Jeson Patrombon (7-6 (8), 6-3) HF: 2-1 SVK Filip Hobransky (0-6, 7-6 (2), 10-6) F : 2-0 MKD Stefan Micov (7-5, 6-2) |
|                                |                |                         | |
| Darian King + CAN Pavel Kraink | dubbelspel (m) | 1e ronde                | 1R: 0-2 RUS Victor Baludo / Mikhail Biryukov (4-6, 3-6) |

### Zwemmen
| Olympiër     | Discipline    | Resultaat | Prestatie                |
| ------------ | ------------- | --------- | ------------------------ |
| Lee-Ann Rose | 100 m rug (v) | 32e       | 1R serie 1: 1.08,41 (2e) |
| Lee-Ann Rose | 200 m rug (v) | 27e       | 1R serie 1: 2.25,29 (4e) |

Afghanistan · Albanië · Algerije · Amerikaanse Maagdeneilanden · Amerikaans-Samoa · Andorra · Angola · Antigua en Barbuda · Argentinië · Armenië · Aruba · Australië · Azerbeidzjan · Bahama's · Bahrein · Bangladesh · Barbados · België · Belize · Benin · Bermuda · Bhutan · Bolivia · Bosnië en Herzegovina · Botswana · Brazilië · Britse Maagdeneilanden · Brunei · Bulgarije · Burkina Faso · Burundi · Cambodja · Canada · Centraal-Afrikaanse Republiek · Chili · China · Chinees Taipei · Colombia · Comoren · Congo-Brazzaville · Congo-Kinshasa · Cookeilanden · Costa Rica · Cuba · Cyprus · Denemarken · Djibouti · Dominica · Dominicaanse Republiek · Duitsland · Ecuador · Egypte · El Salvador · Equatoriaal-Guinea · Eritrea · Estland · Ethiopië · Fiji · Filipijnen · Finland · Frankrijk · Gabon · Gambia · Georgië · Ghana · Grenada · Griekenland · Groot-Brittannië · Guam · Guatemala · Guinee · Guinee‑Bissau · Guyana · Haïti · Honduras · Hongarije · Hongkong · Ierland · IJsland · India · Indonesië · Irak · Iran · Israël · Italië · Ivoorkust · Jamaica · Japan · Jemen · Jordanië · Kaaimaneilanden · Kaapverdië · Kameroen · Kazachstan · Kenia · Kirgizië · Kiribati · Koeweit · Kroatië · Laos · Lesotho · Letland · Libanon · Liberia · Libië · Liechtenstein · Litouwen · Luxemburg · Macedonië · Madagaskar · Malawi · Malediven · Maleisië · Mali · Malta · Marshalleilanden · Marokko · Mauritanië · Mauritius · Mexico · Micronesië · Moldavië · Monaco · Mongolië · Montenegro · Mozambique · Myanmar · Namibië · Nauru · Nederland · Nederlandse Antillen · Nepal · Nicaragua · Nieuw-Zeeland · Niger · Nigeria · Noord-Korea · Noorwegen · Oeganda · Oekraïne · Oezbekistan · Oman · Oostenrijk · Oost‑Timor · Pakistan · Palau · Palestina · Panama · Papoea-Nieuw-Guinea · Paraguay · Peru · Polen · Portugal · Puerto Rico · Qatar · Roemenië · Rusland · Rwanda · Saint Kitts en Nevis · Saint Lucia · Saint Vincent en Grenadines · Salomonseilanden · Samoa · San Marino · Sao Tomé en Principe · Saoedi-Arabië · Senegal · Servië · Seychellen · Sierra Leone · Singapore · Slovenië · Slowakije · Soedan · Somalië · Spanje · Sri Lanka · Suriname · Swaziland · Syrië · Tadzjikistan · Tanzania · Thailand · Togo · Tonga · Trinidad en Tobago · Tsjaad · Tsjechië · Tunesië · Turkije · Turkmenistan · Tuvalu · Uruguay · Vanuatu · Venezuela · Verenigde Arabische Emiraten · Verenigde Staten · Vietnam · Wit-Rusland · Zambia · Zimbabwe · Zuid-Afrika · Zuid-Korea · Zweden · Zwitserland